# Epinephelus magniscuttis
Epinephelus magniscuttis es una especie de peces de la familia Serranidae en el orden de los Perciformes.

## Morfología
Los machos pueden llegar alcanzar los 150 cm de longitud total.

## Distribución geográfica
Se encuentra en KwaZulu-Natal (Sudáfrica), norte de Mozambique, Reunión, Mauricio, Nueva Caledonia, Filipinas, Nueva Guinea, Fiyi y Tonga.